# Gregor Schlierenzauer
Gregor Schlierenzauer (més conegut com a "Schlieri") (Innsbruck, Àustria, 7 de gener de 1990) és un saltador d'esquís austríac. Començà la seva carrera sènior la temporada 2005-06 amb una victòria i tres podis al Gran Premi de Salt d'Esquí. Durant la Copa del Món 2008-09, que guanyà, establí una sèrie de rècords, entre els quals el nombre de victòries (13). El seu rècord personal és de 243,5 metres, durant la temporada 2010-11 a Vikersund, Noruega. Schlierenzauer batí el rècord de 46 victòries a la Copa del Món de Matti Nykänen, ara en porta 52.

## Carrera

### Temporades 2006 i 2007
Debutà a la Copa del Món el 12 de març de 2006, a Oslo. La primera victòria i podi, no obstant, arribaren el 3 de desembre a Lillehammer, al trampolí Lysgårdsbakkene HS138. Durant la temporada 2006-07 quedà en quart lloc a la classificació general de la Copa del Món, i obté l'or en el Mundial d'esquí nòrdic de Sapporo.

### Temporades 2008 i 2009
El 2008 guanyà sis curses i acabà segon en la classificació general, només superat pel seu compatriota Thomas Morgenstern. En el Campionat del Món de salt d'esquí d'Oberstdorf d'assolí l'or tant individualment com en equip. La temporada següent supera la barrera mai batuda abans dels 2000 punts en la Copa del Món i se'n proclama campió. En el Campionat del Món de Liberec aconseguí l'or en la prova per equips i la plata individual.

### Temporades 2010 i 2011
En la seva primera participació olímpica guanyà dos medalles de bronze a nivell individual i una d'or amb l'equip austríac. Al Campionat del Món de Planica obtingué un or i una plata. El 2011 li permeté augmentar el palmarès amb 3 medalles d'or, en la Copa del Món d'esquí nòrdic d'Oslo.

### Temporades 2012 i 2013

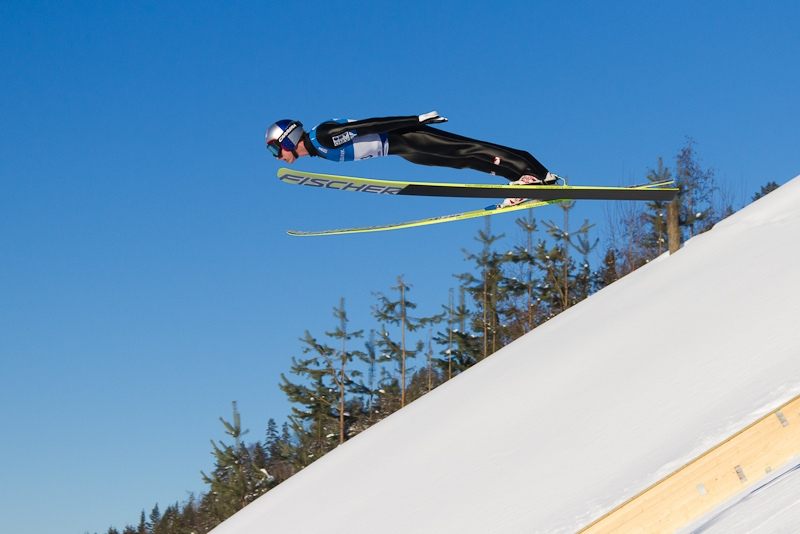
Schlierenzauer a Vikersund, 2012

El 2012 guanyà el Torneig dels Quatre Trampolins, amb les victòries obtingudes a Oberstdorf i a Garmisch-Partenkirchen. A la Copa del Món de salt d'esquí guanyà l'or de la prova per equips. L'any següent revalida el Torneig dels 4 Trampolins, i guanya tres medalles en el Campionat mundial d'esquí nòrdic de Val di Fiemme.

### Temporada 2014
El 2014 marcà diversos podis a la Copa del Món i als Jocs Olímpics d'hivern de Sotxi assolí la medalla de plata en la prova per equips.